# Mario Marret
Cet article possède un paronyme, voir Mario Barrett.
Pour les articles homonymes, voir Marret.
Marius Marret, dit Mario Marret, est un militant anarchiste, puis communiste, opérateur radio, agent de renseignement, explorateur polaire, cinéaste engagé et psychanalyste français né à Clermont-Ferrand le 27 mai 1920 et mort à Avignon le 5 janvier 2000.

## Biographie

### Origines et adolescence
Marius (dit Mario) Marret naît à Clermont-Ferrand le 27 mai 1920, fils cadet de Marie Pouzol et de Jean Marret, un cantonnier municipal passablement alcoolique. Peu après la naissance de Mario, la famille Marret s'installe à Chamalières, où le chef de famille, à la fin des années 1930, se fera cultivateur et sa femme maraîchère. Louis, de sept ans l'aîné de Mario, deviendra garde mobile et terminera sa carrière militaire comme capitaine au 1er bataillon de chasseurs portés où il se verra décoré de la Légion d'honneur.
Mario apprend la serrurerie et la ferronnerie d’art dans sa ville natale. À l'âge de seize ans, il fréquente les groupes anarchistes locaux avant de devenir deux ans plus tard secrétaire de la section clermontoise de la Solidarité internationale antifasciste. À la déclaration de guerre, un antifasciste italien lui conseille d'étudier la radio, selon lui l'arme de guerre la plus efficace contre Mussolini et Hitler.
Il rejoint alors l'école Thouzet de radio, à Clermont-Ferrand.

### Opérateur radio et agent de l'O.S.S.
Marret est recruté en 1941 au Groupement des contrôles radioélectriques (G.C.R.) d'Hauterive, près de Vichy, un service de repérage qui, bien que vichyste, fournit des informations à la Résistance. La direction lui fait vite comprendre que son passé anarchiste lui fait courir un danger certain, et qu'il vaut mieux pour lui de quitter la France. À la fin 1941, il gagne Alger où il travaille pour un temps pour un centre d'écoute militaire qui surveille les émissions clandestines de l'Abwehr effectuées depuis l'Algérie. L'Office of Strategic Services (O.S.S.) américain le recrute ensuite pour préparer l'opération Torch (débarquement de novembre 1942 en Afrique du Nord). L'Algérie libérée, il demande en avril 1943 à être infiltré en France.

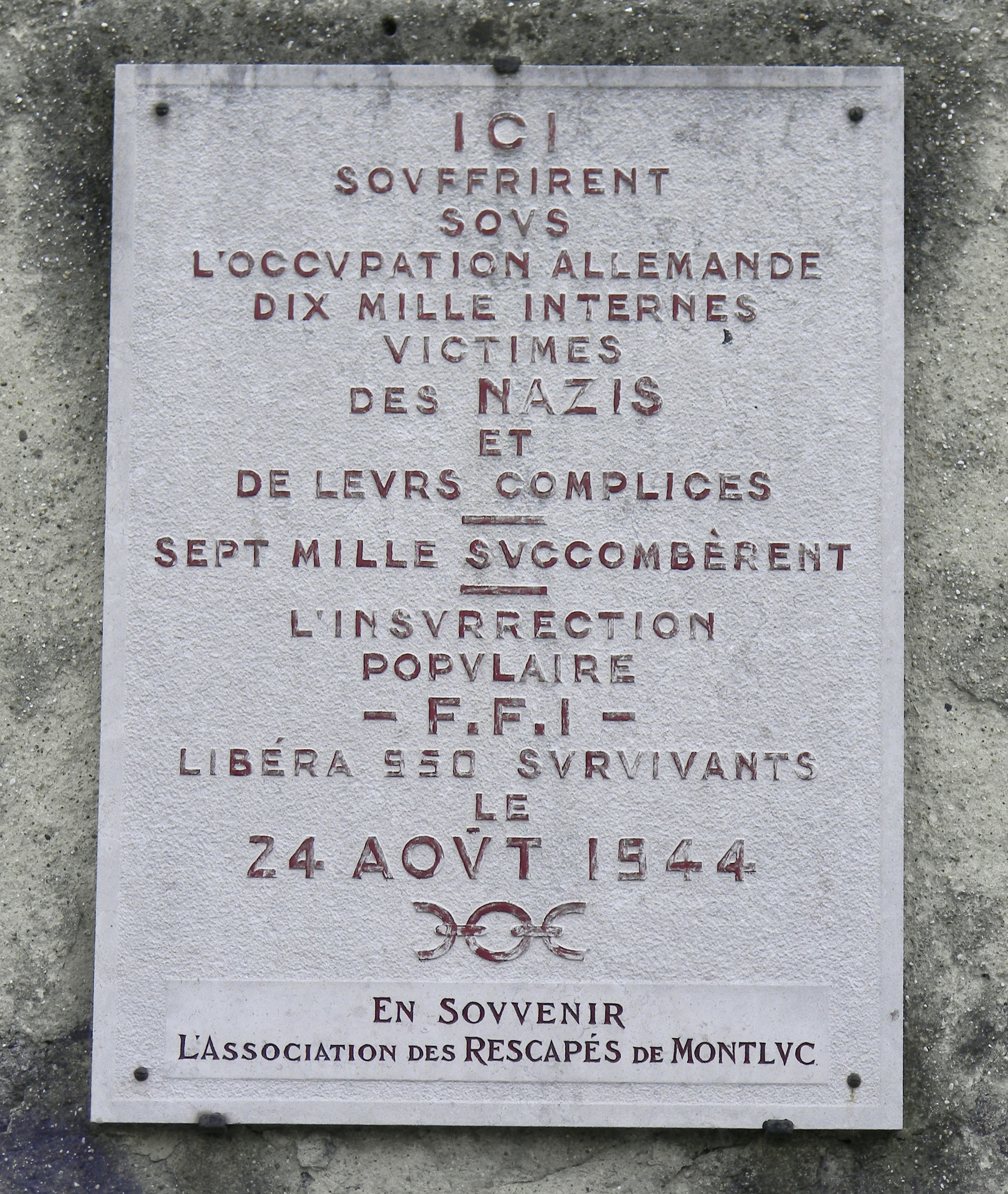
Plaque commémorant le sort des internés de la prison Montluc. Marret y séjournera quatre mois, d'avril à août 1944.

Après avoir suivi une formation spéciale en Algérie, il est transféré à Londres, puis
parachuté dans le Puy-de-Dôme en août 1943 avec pour coéquipier Jean Alziary de Roquefort. Ils implantent à Lyon un réseau de l'O.S.S., et, grâce à un poste émetteur, Marret transmet pendant plusieurs mois vers Londres et Alger des informations sur les unités allemandes de la région. Le 11 avril 1944, Marret — alias Marcel Rossignol, alias Toto — finit par se faire arrêter à Lyon, et il est emprisonné à  Montluc. Pour une raison inconnue, il ne passe pas entre les mains de la Gestapo, mais entre celles de deux agents de l'Abwehr, qui, au fil des mois et voyant proche la défaite du Troisième Reich, finissent par accepter la proposition que leur fait Marret grâce à un indéniable talent de persuasion : leurs vies sauves contre la sienne et celle de sa secrétaire. Le 23 août 1944, les deux agents de l'Abwehr, escortant Marret et sa secrétaire, traversent les lignes allemandes et se rendent aux Alliés.
À la Libération, Marret rejoint la Direction générale des études et recherches, service de renseignement gaulliste qui devient le SDECE en décembre 1945. Marret et Alziary de Roquefort font partie des 137 Français à recevoir la Distinguished Service Cross pour leur action pendant la Seconde Guerre mondiale,.

### Explorateur en terre Adélie
L’ex-espion aime le froid : c’est vers les Expéditions polaires françaises que se tourne Marret lorsque celles-ci sont créées par Paul-Émile Victor en 1947. Il fait valoir son expérience d’opérateur radio et fait partie de la campagne préparatoire organisée par Victor au Groenland à l’été 1948. Puis il intègre la deuxième expédition antarctique française en terre Adélie (TA 2) qui embarque à Brest en novembre 1948. Mais l'exceptionnelle extension de la banquise en cet été austral 1948-1949 ne permet pas à l'expédition d'atteindre la côte antarctique.

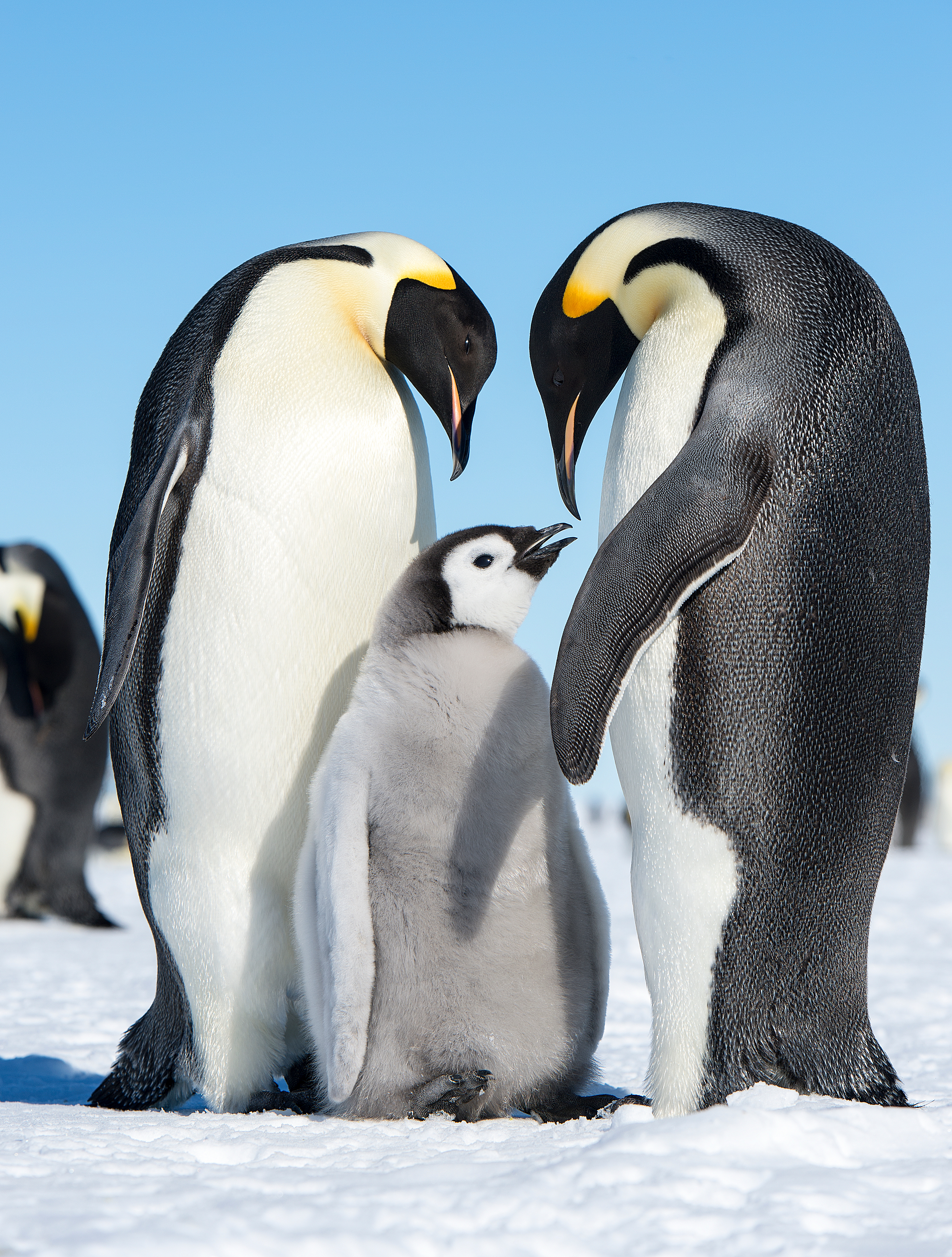
Manchots empereurs, dont l'étude motivera l'hivernage de 1952 à Pointe-Géologie.

En septembre 1949, Marret embarque à nouveau avec la mission TA 3. Un événement imprévu va cependant changer bien des choses : J.A. Martin, second de l’expédition, succombe à une hémorragie cérébrale au large de l’Afrique du Sud. Or Martin avait aussi la charge de réaliser un film : sa caméra va être entièrement démontée par Marret qui veut en comprendre le fonctionnement avant de l’utiliser. La terre Adélie peut cette fois être atteinte, et la base de Port-Martin — ainsi nommée en hommage au disparu — y est établie. Début février 1950, Marret fait ainsi partie d'une équipe de onze personnes qui va passer un an dans un des endroits les plus isolés et les plus ventés du globe. Il joint à ses activités de radio et de responsable des sondages ionosphériques celle de cinéaste de l’expédition. C'est au cours de cet hivernage 1950 qu'est découverte, à 65 km à l'ouest de Port-Martin, dans l'archipel de Pointe-Géologie, une importante rookerie de manchots empereurs.
Marret ne peut se contenter d'un seul hivernage. En janvier 1952, il est de retour en terre Adélie avec la mission de relève TA 5 dirigée par René Garcia. Après un débarquement éclair de l'équipe Garcia à Port-Martin, le bateau appareille le surlendemain pour Pointe-Géologie : quatre personnes (dont un médecin, un ornithologue et un charpentier) doivent y hiverner sous la responsabilité de Marret dans une base annexe qu'il reste à construire de toutes pièces sur l'île des Pétrels. Mais, le 23 janvier, un incendie ravage Port-Martin. Garcia abandonne toute idée d'hivernage, et fait rembarquer le jour même la totalité de son équipe ainsi que du matériel qui pourrait être utile dans la nouvelle base de Pointe-Géologie, où le bateau fait escale le lendemain. Trois hommes de l'équipe Garcia (un mécanicien, un météorologue et un géodésien) se portent volontaires pour se joindre à l'équipe Marret.

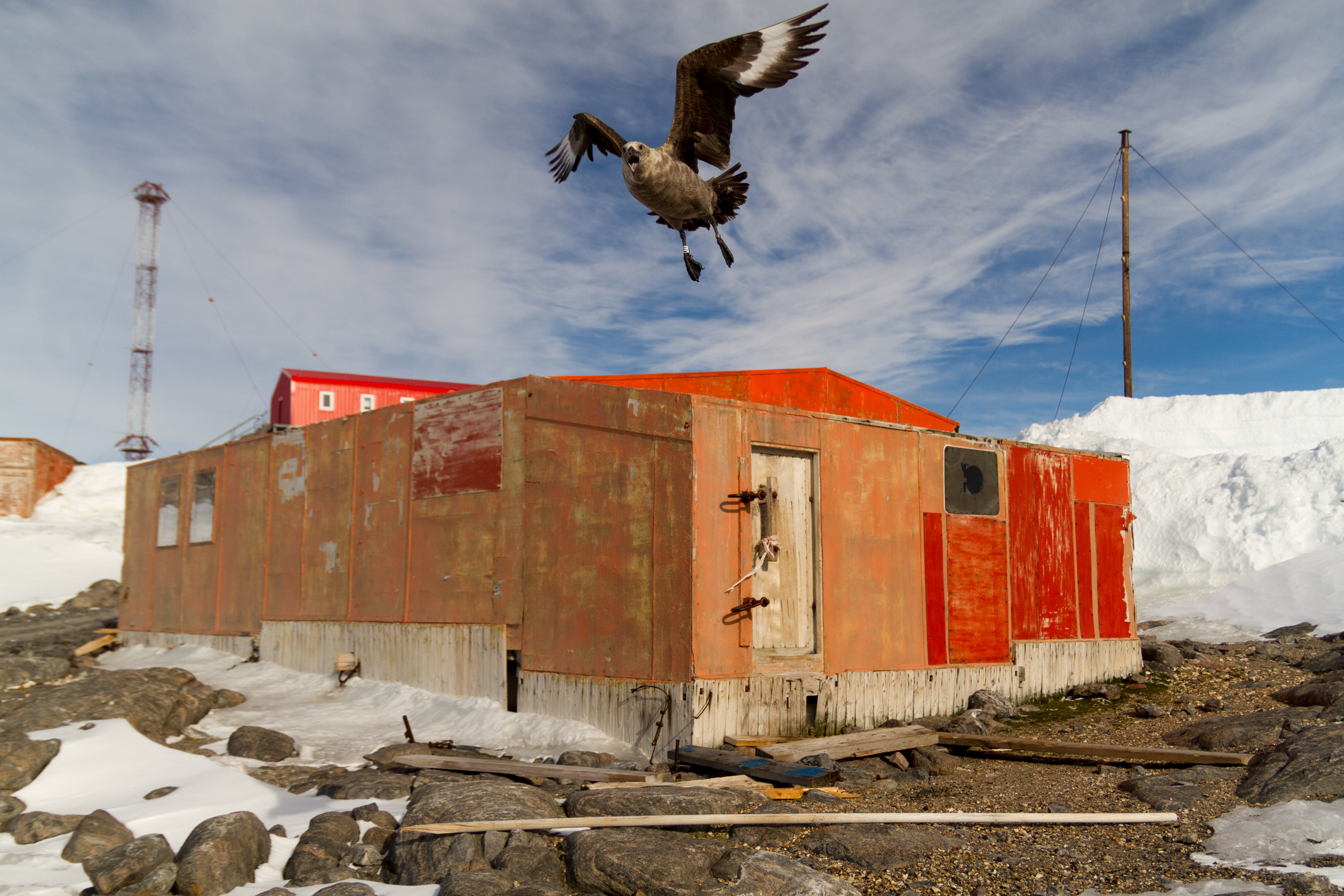
La base de Pointe-Géologie (dite aussi « base Marret ») en 2013. En 1952, Marret et ses six compagnons y hiverneront un an coupés du monde.

Cet hivernage 1952, à sept dans une baraque prévue pour quatre, contribuera largement à vulgariser images, films et récits sur les manchots empereurs. Près de 250 km de la côte de terre Adélie sont aussi explorés. Victor, dans la préface du livre de Marret retraçant cette expérience hors du commun, ne s'y trompera pas :
« Lorsqu'ils rentrèrent en France en 1953, ils avaient non seulement rempli leur mission, mais élargi le programme qui leur avait été initialement fixé, dans un esprit d'équipe courageux dont Mario Marret était le principal responsable. »
De ces expéditions, Marret rapporte principalement un livre qui sera traduit en cinq langues (Sept hommes chez les pingouins), et deux courts métrages qui seront primés : Terre Adélie, mention à la Mostra de Venise en 1952 ; et Aptenodytes forsteri, prix du film de nature au Festival de Cannes 
en 1954,.

### Cinéaste engagé
Pendant la guerre d'Algérie, Marret ne cache pas ses sympathies pour le F.L.N. Il participe même à la création du Centre audiovisuel de Ben Aknoun, d'où sortiront, dans les premiers mois qui suivent l'indépendance, les tout premiers reportages de la télévision algérienne. Au début des années soixante, et avec l'appui de Fred Orain, le producteur de ses premiers courts métrages — et des premiers films de  Jacques Tati —, Marret réalise également plusieurs films sur la décolonisation de l'Afrique portugaise et les maquis de la Guinée portugaise. Installé dans la région d'Apt où il a fini par prendre racine, il est bien sûr l'un des premiers à se mobiliser dès 1965 contre l'implantation de missiles sur le plateau d'Albion tout proche.

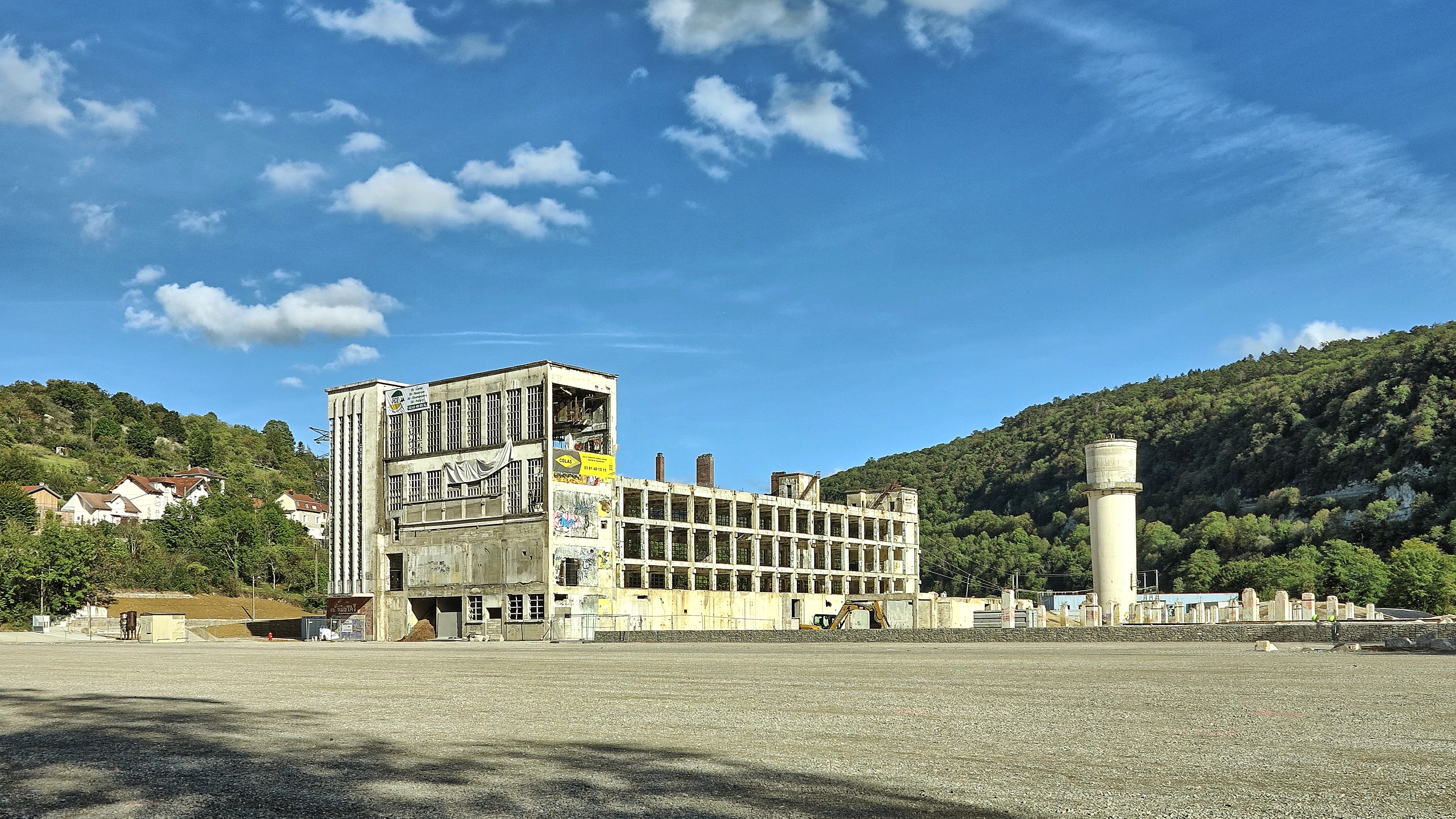
L'ancienne usine Rhodiacéta de Besançon (en 2020), où Marker et Marret tourneront À bientôt, j'espère en 1967.

En mars 1967, le cinéaste Chris Marker, une connaissance de Marret, est sollicité pour participer à l'animation culturelle de l'usine Rhodiacéta de Besançon, occupée et en grève depuis le mois précédent. Marker entraîne Marret dans cette aventure, et tous deux co-réalisent le film À bientôt, j'espère, qui contribue à faire connaître, peu avant les événements de Mai 68, les mouvements de contestation naissants. Étonnamment, la télévision française diffuse le documentaire le 5 mars 1968. L'ambiance de parfaite égalité entre filmeurs et filmés fait réagir le général de Gaulle qui s'interroge : « Qu’est-ce que c’est que ces journalistes qui tutoient les ouvriers? »,
Cette expérience va déboucher sur la création du groupe Medvedkine, un collectif d'ouvriers et techniciens du cinéma mettant leur pratique en commun pour la création de films militants. Marret en fera partie, mais pas pour très longtemps : il préfère adhérer au Parti communiste, où il anime, entre 1968 et 1971, l'organisme de propagande audiovisuelle Dynadia. Pendant la guerre du Vietnam, Marret retourne sa Distinguished Service Cross aux autorités américaines en signe de protestation.

### Psychanalyste
On ne sait si ce sont les liens d'exploration polaire avec le commandant Charcot, fils de Jean-Martin Charcot qui avait lui-même influencé Freud, qui poussent Marret vers la psychanalyse dans les années 1970. Là aussi autodidacte — comme pour l'étude de l'ionosphère, l'écriture ou le cinéma —, et ne se réclamant d'aucune école, il lui arrive de traiter dans une roulotte installée dans un camping de Vitrolles les ouvriers de Fos-sur-Mer qui viennent le consulter. À Aix, son cabinet ne désemplit pas, au grand dam des psychanalystes locaux. Survivant deux ans à un A.V.C. qui le laisse aphasique, celui dont la voix évoquait à la fois Georges Brassens et Georges Marchais, et qui se disait pourtant plus « guérisseur de la parole » que psychanalyste s'éteint à Avignon le 5 janvier 2000,.

## Vie privée
En novembre 1944, Marret épouse à Lyon (7e arr.) Suzanne Chambrette, la belle-sœur de son frère. Les témoins ne sont autres que Jean Alziary de Roquefort, avec lequel il a été parachuté un an auparavant dans le Puy-de-Dôme, et sa femme Lucienne Alziary de Roquefort, future pilote automobile de rallyes. Marret divorce en 1967.
Au début des années 1960, Marret rencontre Christa Geitner, alors étudiante, puis professeur d'allemand à l'université de Montpellier, avec laquelle il partage sa vie. Leur correspondance 1961-1971 constitue le Fonds Mario Marret des Archives départementales de l'Hérault.

## Distinctions
- Distinguished Service Cross[10], rendue aux autorités américaines pendant la guerre du Vietnam en signe de protestation.

## Filmographie
Sauf mention contraire, les films listés ci-dessous (majoritairement des courts métrages) ont été tournés en 16 mm et en noir et blanc,,,,.
- 1952 : Terre Adélie (26 min – 35 mm – mention à la XIIIe Mostra de Venise, 1952)
- 1953 : Aptenodytes forsteri (16 min – prix du film de nature, catégorie court métrage, Festival de Cannes, 1954)
- 1953 : Images d'un été (10 min)
- 1955 : Björn et Yfaut, chiens polaires (18 min)
- 1955 : Le Ferronnier (13 min)
- 1956 : Le Bourbonnais (17 min – couleur)
- 1956 : S.O.S. Altitude (17 min)
- 1957 : Leçon de choses (11 min)
- 1957 : Montagnes du désespoir (14 min)
- 1957 : Rio Cali (11 min – 35 mm)
- 1957 : Terre d'énigmes (10 min – couleur)
- 1958 : La Plus Grande Chasse (13 min)
- 1958 : Un enfant d'Iréli (22 min – 35 mm)
- 1958 : Le Vent, le Fer et la Terre (15 min)
- 1959 : La Piste blanche (15 min)
- 1960 : Allo ! Charcot... (15 min – couleur – co-réalisé avec Jacques Masson – médaille de bronze à l'Exposition internationale du film pour enfants, Venise, 1960)
- 1961 : Le Sang des autres (12 min)
- 1964 : L'Enfant et la Pluie (18 min)
- 1964 : La la quema
- 1966 : D'azur en vermeille (10 min – 35 mm – couleur)
- 1966 : Nossa Terra (35 min – couleur)
- 1967 : À bientôt, j'espère (38 min – co-réalisé avec Chris Marker)
- 1967 : Derrière le mur (80 min – co-réalisé avec Jacqueline Meppiel)
- 1968 : Caen, 19 février 1968 (8 min – muet)
- 1969 : Nous avons vingt ans (23 min – 35 mm)
- 1969 : Toulouse Mirail (20 min – couleur)

## Postérité
- Depuis 1955, le glacier Marret (en), un petit glacier de l'ouest de la terre Adélie situé entre le glacier du Français (en) et le glacier du Commandant Charcot (en), porte son nom[28].

- Depuis la fin des années 1950, « Marret » est un lieu-dit du sud de l'île des Pétrels, où se dresse la cabane d'hivernage de 1952[29]. Celle-ci, initialement dénommée base de Pointe-Géologie, porte aussi le nom de « base Marret ». Elle figure depuis 1983 dans la liste des sites et monuments historiques de l'Antarctique (SMH no 47). Six rénovations successives entre 1964 et 2014 n'ont pu empêcher sa fragilisation et les risques d'écroulement dus à l'énorme congère de neige qui se forme en hiver[30].

- La base Marret a fait l'objet, en 1987 et 1997, de deux timbres émis par l’administration postale des Terres australes et antarctiques françaises (TAAF). En 2004, quatre ans après la mort de Marret, un timbre des TAAF le représentant portant des lunettes de glacier a commémoré son rôle dans l'exploration de la terre Adélie (0,45 € multicolore).